# Mell
MELL (Hokkaidō, Sapporo, 1 de agosto de 1976) es una cantantej japonesa de rock electrónico perteneciente al grupo I've Sound.Su mayor éxito fue en el 2006, cuando se le pidió interpretar el sencillo Red fraction, apertura del anime Black Lagoon, con el que consiguió el puesto 11 en el Oricon. El 20 de agosto de 2008 publicó su primer álbum titulado MELLSCOPE.

## Historia
Nacida el 1 de agosto de 1976 en Hokkaidō, Sapporo, Japón, es una de las principales vocales del grupo I've Sound. Debutó en 1999 interpretando el tema Utsukushiku Ikitai (Vivir bellamente) para el juego Hakidame -TRASH-, dándose a conocer dentro del ámbito del mundo del Eroge, interpretando temas como Fall in Love, Egen, Permit, etc. 
En el año 2005, Mell, al igual que las 20 cantantes que entonces componían I've Sound, ofrece un concierto en Budokan, que más tarde sería editado en DVD con el nombre de "I've in Budokan, Open the birth gate". En dicho concierto, la cantante apareció interpretando tres de sus canciones más famosas hasta aquel entonces: Sabaku no yuki (Nieve en el desierto), fly to the top, y su tema de debut, Utsukishiku ikitai. Desde aquel entonces, su popularidad aumentó de forma abrupta, al igual que la del resto de las cantantes de la agrupación.
Su mayor éxito fue en 2006, año en el cual, la intérprete ficha definitivamente por el sello geneon Entertainment. Se le pidió interpretar el opening de la serie de anime Black Lagoon con el título Red fraction. El sencillo salió el 14 de junio de ese año y fue un éxito, logrando ubicarse en el puesto 11 dentro del Oricon con más de 38.000 copias.
El 30 de mayo de 2007 publicó su segundo sencillo titulado Proof/no vain, que fue usado como ending de la serie Hayate no Gotoku!, pero este tuvo menos éxito que el anterior, consiguiendo el puesto 18.
El 26 de septiembre de 2007 publicó su tercer sencillo, llamado Virgin's high. Este último consiguió el puesto 15 mejorando el anterior puesto pero sin conseguir el éxito de su primer sencillo, Red fraction. Virgin's high, fue utilizado para el opening del anime Sky Girls.
Publicó su cuarto sencillo el 19 de noviembre de 2008 llamado Kill alcanzando el puesto 37 del Oricon, aunque no tuvo una muy buena acogida por parte del público, ya que este sencillo se convirtió en el menos vendido de su trayectoria profesional, vendiendo solamente tres mil copias. 
El siguiente sencillo, Rideback, que tuvo mejor acogida, fue publicado en marzo de 2009 y es la canción de cabecera de la serie de anime homónima. Alcanzó el puesto 19 de la lista de ventas japonesa. 
En el mismo año, como conmemoración del décimo aniversario de la creación de I've Sound la cantante publica dentro del pack "Departed to the future" el que sería su sexto sencillo titulado "Kara no tsubomi" (Yemas de la cáscara). Aparte de la publicación de nuevos singles, 2009 estuvo marcado también por el segundo concierto que la agrupación dio en Budokan. De este modo, Mell, interpretó las canciones de sus últimos singles además de las que solía interpretar para videojuegos Bishojo. Aparte de dicho evento, MELL, también salió por segunda vez al extranjero para participar en el Otakon 2009, que tuvo lugar en Baltimore, donde actuó para muchos de los otakus allí congregados, convirtiéndose así en la segunda cantante de I've Sound que actúa en el extranjero. En dicha convención, la cantante anunció que planeaba publicar un nuevo sencillo y un nuevo álbum para principios de 2010 o finales de 2009.
Ya en 2010, MELL anunció que volvería a pisar el territorio estadounidense para participar en la feria Anime Expo, una de las ferias más grandes dedicadas al mundo del manga y la animación japonesa, donde la intèrprete acudirá como invitada de honor, además, a finales de julio, se cofrimó que la cantante ya tenía un segundo álbum preparado, cuyo lanzamiento se espera para finales de octubre, concretamente para 29 de ese mes.

El fía 28 de septiembre, un mes antes de la publicación de MIRAGE, se desveló la lista de canciones que compondrían el álbum, trece en total, siendo una de las canciones inéditas el tema: Infection, único insert de la serie de anime Highschool of the Dead.

## Discografía

### Álbumes
| º           | Información | Ventas |
| ----------- | --- | ------ |
| 1st (Debut) | MELLSCOPE - Fecha de lanzamiento: 20 de agosto de 2008 - Posición en el Oricon top 200: 13 - De los sencillos: Red fraction, Proof/no vain, Virgin's high!/kicks! | 15.300 |
| 2nd         | MIRAGE - Fecha de lanzamiento: 27 de octubre de 2010 - Posición en el Oricon top 200: 13 - De los sencillos: Proof/no vain, KILL, RIDEBACK                        |        |

### Singles
| º     | Información | Ventas |
| ----- | --- | ------ |
| Debut | Red fraction - Fecha de lanzamiento: 14 de junio de 2006 - Posición en el Oricon top 200: 11 - Opening: Black Lagoon            | 38.000 |
| 2º    | Proof/no vain - Fecha de lanzamiento: 30 de mayo de 2007 - Posición en el Oricon top 200: 18 - Ending: Hayate no Gotoku!        | 13 000 |
| 3º    | Virgin's high!/kicks! - Fecha de lanzamiento: 26 de septiembre de 2007 - Posición en el Oricon top 200: 15 - Opening: Sky Girls | 20.000 |
| 4º    | KILL - Fecha de lanzamiento: 19 de noviembre de 2008 - Posición en el Oricon top 200: 37 - Opening: Kiru: Kill                  | 3.403  |
| 5º    | RIDEBACK - Fecha de lanzamiento: 4 de marzo de 2009 - Posición en el Oricon top 200: 11 - Opening: Rideback                     | 11.100 |
| 6º    | Kara no tsubomi - Fecha de lanzamiento: 29 de julio de 2009 - Posición en el Oricon top 200:                                    | 4.300  |

## Canciones en los recopilatorios de I've Sound
- "Utsukushiku Ikitai" (美しく生きたい?) 1999 (Incluido en Regret)
- "Fall in Love" (24 de septiembre de 1999) (Incluido en Verge
- "Suna no Kaze" (砂の風) 1999 (Incluido en I've mania tracks III)
- "Repeat" 1999
- "Fly to the Top" 2000 (Incluido en Disintegration)
- "Kimi to Deaeta Kisetsu" (君と出会えた季節?) 2000
- "Inori no Toki" (祈りの時代) 2000
- "Kanashimi no Hana" (悲しみの花) 2001 (Incluido en Lament)
- "Sayonara wo Oshiete" (さよならを教えて) -comment te dire adieu- 2001 (Incluido en Out flow)
- "World My Eyes -prototype-" 2002
- "Sabaku no Yuki" (砂漠の雪) 2002 (Incluido en DiRTY GIFT)
- "Last in Blue" 2003 (Incluido en Extract)
- "Spiral" 2003
- "Out Flow" 2003 (Incluido en Out flow)
- "Our Youthful Days" 2003
- "Permit" (17 de diciembre de 2004 (Incluido en Collective)
- "Sabaku no Yuki" (砂漠の雪) (Remix.) 2004 (Incluido en Mixed up)
- "Egen" 2005 (Incluido en Collective)
- "Two face (The front line covers ver.)" 2008
- "Disintegration (The front line covers ver.)" 2008
- "Kara no Tsubomi" (殻の蕾) 2009
- "Bizarrerie Cage" 2009 (Incluido en Extract)
- "Nobelest love" 2009
- "Start to the strongest" 2011

### Con Miki
- "Sora Yori Chikai Yume" (空より近い夢) 2000 (Incluido en Verge)

### ConKotoko
- "See You" -Chisana Eien- (～小さな永遠～), -Chiisana Eien

### I've special unit yLove planet five
- "See You" -Chiisana Eien- (～小さな永遠～, -Chiisana Eien-) 2003
- "Fair Heaven" 2005
- "Tenjō o Kakeru Monotachi" (天壌を翔る者た) 2007)
- "Hydian way" 2009

### Otras
- "Dear memories"
- "The Winner Takes It All"
- "Hello Goodbye" (Silent Half)
- "Mermaid"
- "Split" (...Split)
- "Video-Killed-The-Radio-Star"
- "Hoshi Meguri no Uta" (星めぐりの歌?)
- "Strange Woman"
- "Noyau"
- "Mermaid in the City"
- "Fin"
- "Where Are You Now?"

### Como Orihime
- "Are naga Ojisan My Dear" (アレながおじさん My Dear)
- "Are naga Ojisan My Dear Ura" (アレながおじさん My Dear 裏)
- "Love Generation"